# Tommy Docherty
Thomas Henderson „Tommy” Docherty (Glasgow, 1928. április 24. – Marple, 2020. december 31.) skót labdarúgó-középpályás, edző.
A skót válogatott tagjaként részt vett az 1954-es és az 1958-as labdarúgó-világbajnokságon.